# Post (Oregon)
Post az Amerikai Egyesült Államok északnyugati részén, Oregon állam Crook megyéjében, az Oregon Route 380 mentén elhelyezkedő önkormányzat nélküli település.
Névadója Walter H. Post, az 1899-ben megnyílt posta első vezetője.

## Éghajlat
A település éghajlata mediterrán (a Köppen-skála szerint Csb).

## Nevezetes személy
- Alice Day Pratt, író[4]

## Fordítás
- Ez a szócikk részben vagy egészben  a   Post, Oregon című angol Wikipédia-szócikk ezen változatának fordításán alapul.  Az eredeti cikk szerkesztőit annak laptörténete sorolja fel. Ez a jelzés csupán a megfogalmazás eredetét és a szerzői jogokat jelzi, nem szolgál a cikkben szereplő információk forrásmegjelöléseként.